# Championnat d'Albanie de football 2020-2021
Navigation
Édition précédente Édition suivante
| \| Apolonia Kukës Laç Partizani Skënderbeu Teuta KF Tirana Kastrioti Shkodër Ballsh \| Localisation des clubs engagés dans le championnat. |
| Apolonia Kukës Laç Partizani Skënderbeu Teuta KF Tirana Kastrioti Shkodër Ballsh                                                           |

La saison 2020-2021 de Kategoria Superiore (ou Super Ligue Albanaise) est la 82e édition du championnat d'Albanie de football et la 21e saison sous son nom actuel. Les dix meilleurs clubs du pays sont regroupés au sein d'une poule unique où ils affrontent quatre fois leurs adversaires. En fin de saison, les deux derniers du classement sont relégués et remplacés par les deux meilleurs clubs de Kategoria e parë, la deuxième division albanaise.
Le KF Teuta Durrës remporte le 2e titre de son histoire à l'issue de la dernière journée.

## Participants
| Equipe              | Classement 2019-2020 | Stade                 | Capacité |
| ------------------- | -------------------- | --------------------- | -------- |
| KF Tirana           | 1er                  | Stade Selman-Stërmasi | 9 600    |
| FK Kukës            | 2e                   | Zeqir Ymeri Stadium   | 5 000    |
| KF Laç              | 3e                   | Stadiumi Laçi         | 11 000   |
| KF Skënderbeu Korçë | 4e                   | Stadiumi Skënderbeu   | 12 000   |
| KF Teuta Durrës     | 5e                   | Stade Niko Dovana     | 13 000   |
| FK Partizani Tirana | 6e                   | Stade Qemal-Stafa     | 16 700   |
| KS Bylis Ballsh     | 7e                   | Stadiumi Adush Muçaj  | 11 800   |
| KF Vllaznia Shkodër | 8e                   | Stade Loro-Boriçi     | 29 212   |
| KF Apolonia Fier    | Promu 1er            | Stadiumi Loni Papuçiu | 6 800    |
| KS Kastrioti Krujë  | Promu 2e             | Kamëz Stadium         | 5 500    |

## Classement
Le classement est établi sur le barème de points classique (victoire à 3 points, match nul à 1, défaite à 0). Pour départager les égalités, on tient d'abord compte des confrontations directes, puis de la différence de buts générale, puis du nombre de buts marqués, puis  et enfin si la qualification ou la relégation est en jeu, les deux équipes jouent une rencontre d'appui sur terrain neutre.
| Rang | Équipe                | Pts | J  | G  | N  | P  | Bp | Bc | Diff |
| ---- | --------------------- | --- | -- | -- | -- | -- | -- | -- | ---- |
| 1    | KF Teuta Durrës S     | 66  | 36 | 17 | 15 | 4  | 42 | 16 | +26  |
| 2    | KF Vllaznia Shkodër C | 66  | 36 | 19 | 9  | 8  | 44 | 22 | +22  |
| 3    | FK Partizani Tirana   | 65  | 36 | 17 | 14 | 5  | 53 | 23 | +30  |
| 4    | KF Laç                | 61  | 36 | 16 | 13 | 7  | 41 | 26 | +15  |
| 5    | KF Tirana T           | 58  | 36 | 15 | 13 | 8  | 41 | 26 | +15  |
| 6    | FK Kukës              | 45  | 36 | 13 | 6  | 17 | 47 | 48 | -1   |
| 7    | KF Skënderbeu Korçë   | 37  | 36 | 9  | 10 | 17 | 34 | 55 | -21  |
| 8    | KS Kastrioti Krujë P  | 32  | 36 | 7  | 11 | 18 | 26 | 44 | -18  |
| 9    | KS Bylis Ballsh       | 31  | 36 | 7  | 10 | 19 | 28 | 51 | -23  |
| 10   | KF Apolonia Fier P    | 21  | 36 | 4  | 9  | 23 | 22 | 67 | -45  |

|  | Qualification pour le premier tour de qualification de la Ligue des champions 2021-2022                                         |
|  | Qualification pour le premier tour de qualification de la Ligue Europa Conférence 2021-2022                                     |
|  | Barrage de relégation en deuxième division                                                                                      |
|  | Relégation directe en deuxième division                                                                                         |
|  | T : Tenant du titre C : Vainqueur de la Coupe d'Albanie 2020-2021 S : Vainqueur de la Supercoupe d'Albanie 2020 P : Promu de D2 |

1. ↑  Le KF Skënderbeu Korçë est interdit de compétition européenne à la suite d'une affaire de matchs truqués[1],[2]

### Barrage de promotion-relégation
À la fin de la saison, le 8e de première division affronte le vainqueur des barrages de deuxième division pour tenter de se maintenir.
| Équipe 1                | Résultat | Équipe 2             |
| ----------------------- | -------- | -------------------- |
| KS Kastrioti Krujë (D1) | 2 - 1    | KS Tomori Berat (D2) |

Légende des couleurs
- Qualification pour la phase suivante.
- Le club se maintient en première division.
- Promotion en première division.
- Le club reste en deuxième division.
- Relégation en deuxième division.

## Bilan de la saison
| Championnat d'Albanie de football 2020-2021                        |                            |
| Champion                                                           | KF Teuta Durrës (2e titre) |
| Coupes et trophées                                                 |                            |
| Vainqueur de la Coupe d'Albanie 2020-2021                          | KF Vllaznia Shkodër        |
| Qualifications continentales                                       |                            |
| Ligue des champions 2021-2022                                      | KF Teuta Durrës            |
| Ligue Europa Conférence 2021-2022                                  | KF Vllaznia Shkodër        |
| Ligue Europa Conférence 2021-2022                                  | FK Partizani Tirana        |
| Ligue Europa Conférence 2021-2022                                  | KF Laç                     |
| Promotions et relégations                                          |                            |
| Promus en Championnat d'Albanie de football                        | KF Egnatia Rrogozhinë      |
| Promus en Championnat d'Albanie de football                        | FK Dinamo Tirana           |
| Relégués en Championnat d'Albanie de football de deuxième division | KS Bylis Ballsh            |
| Relégués en Championnat d'Albanie de football de deuxième division | KF Apolonia Fier           |